# 京安村钟楼
京安村钟楼，位于中国山西省襄汾县古城镇京安村村北，是京安村仅存的古建筑，原属于释迦寺，创建于北宋崇宁五年（1106年），明成化年间重修，楼高13米。1984年9月，京安城址列为襄汾县文物保护单位。